# 佐拉蓋特河
40°57′25″N 44°37′57″E / 40.957°N 44.6325°E

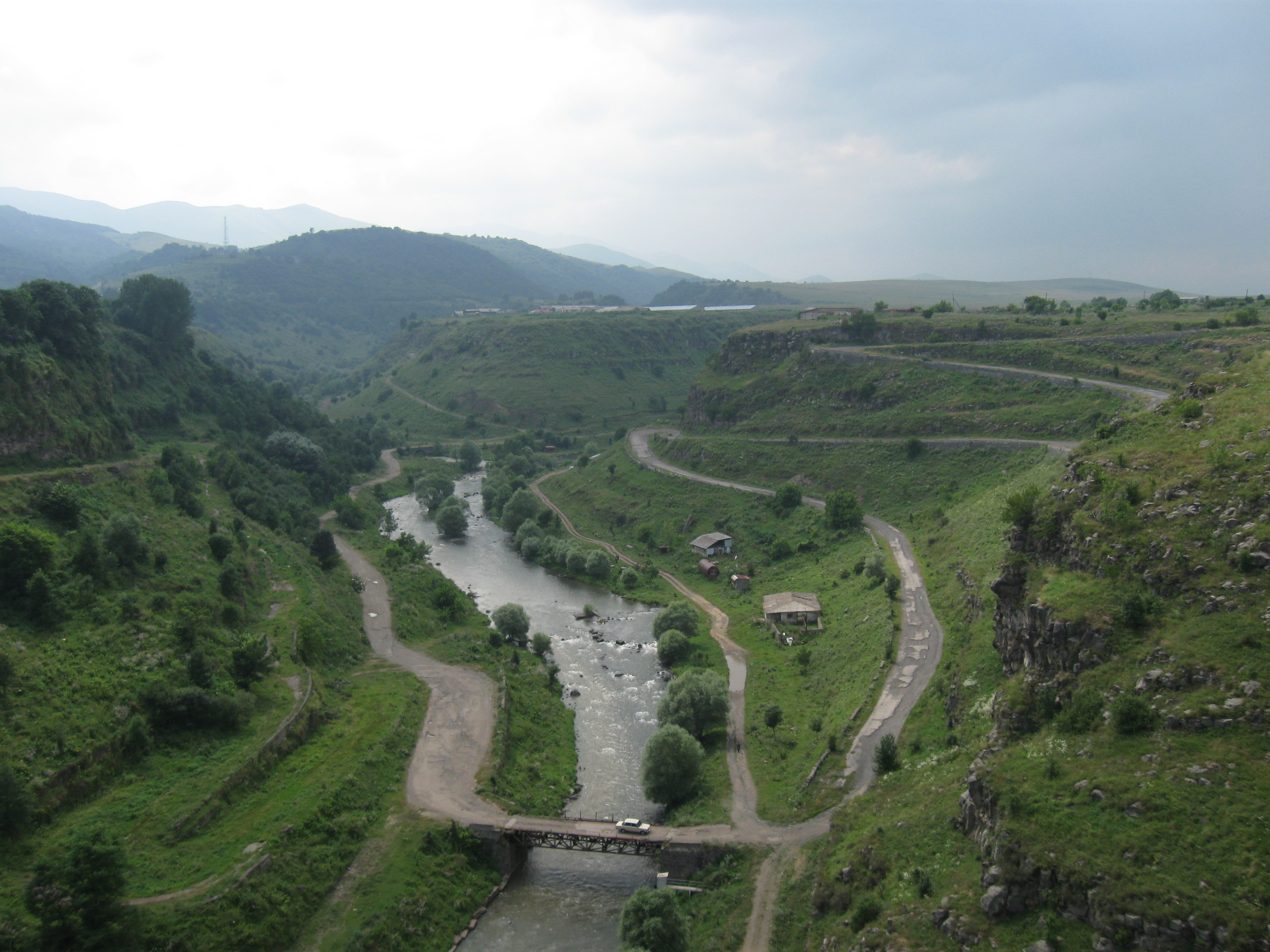

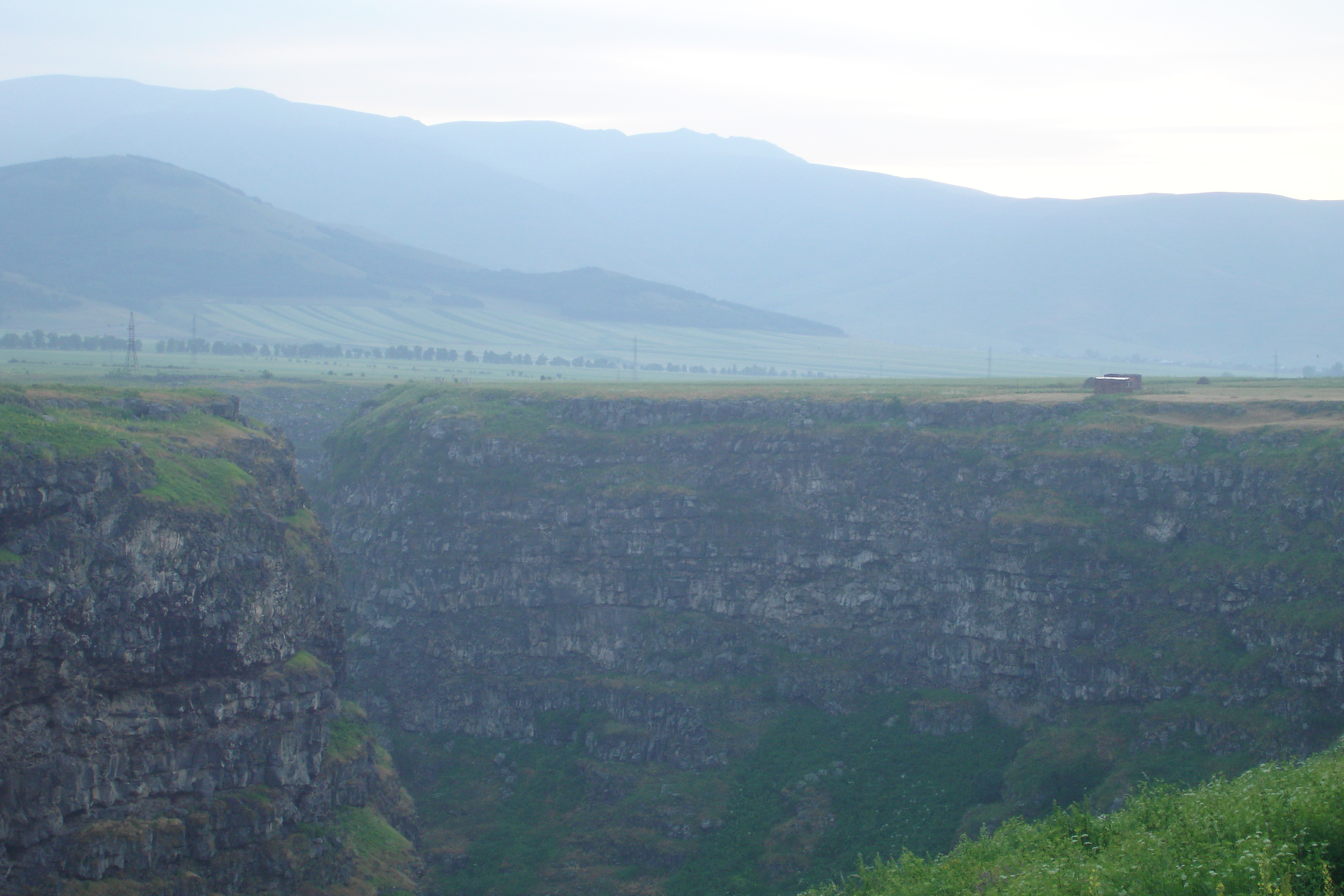

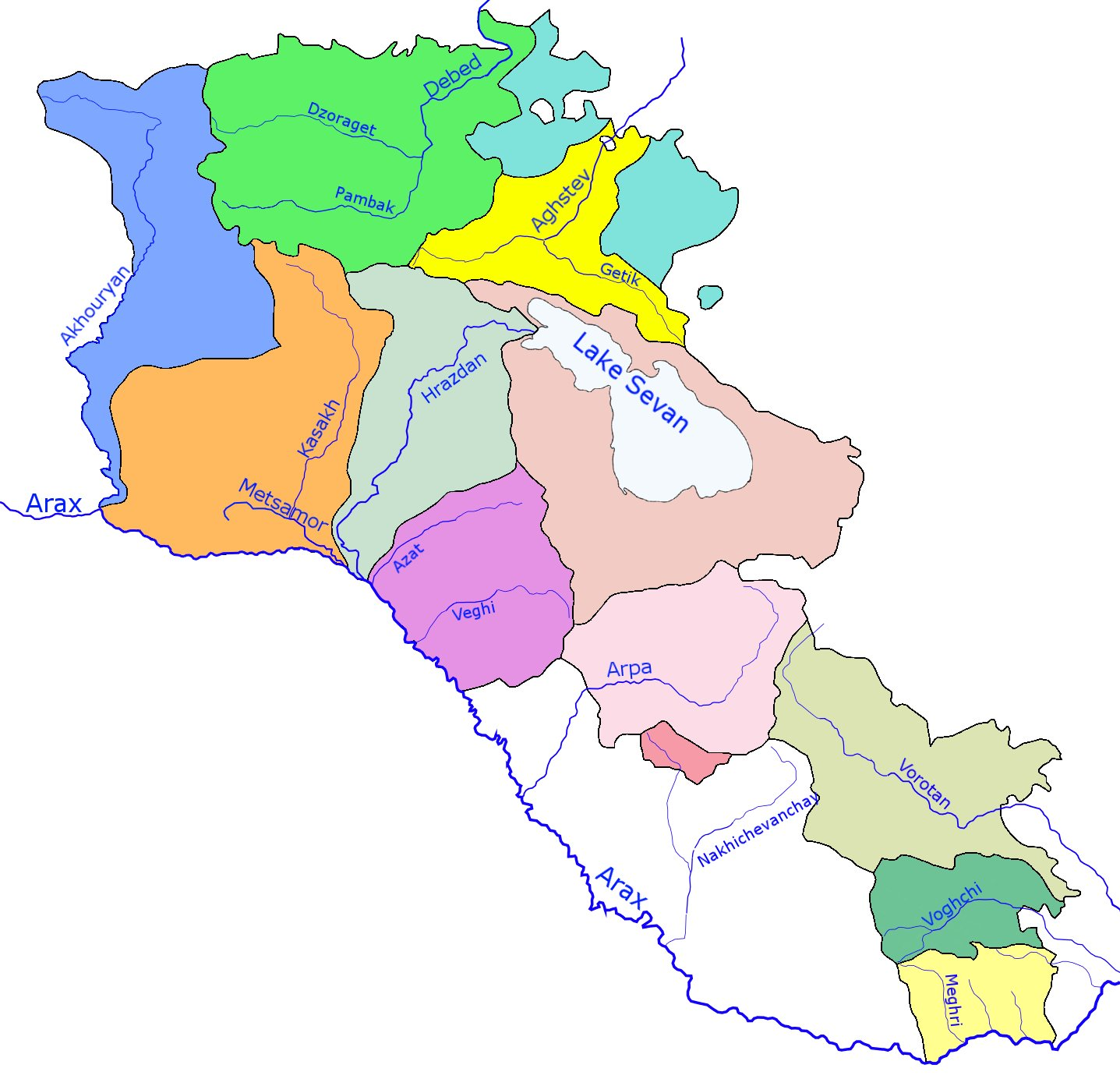

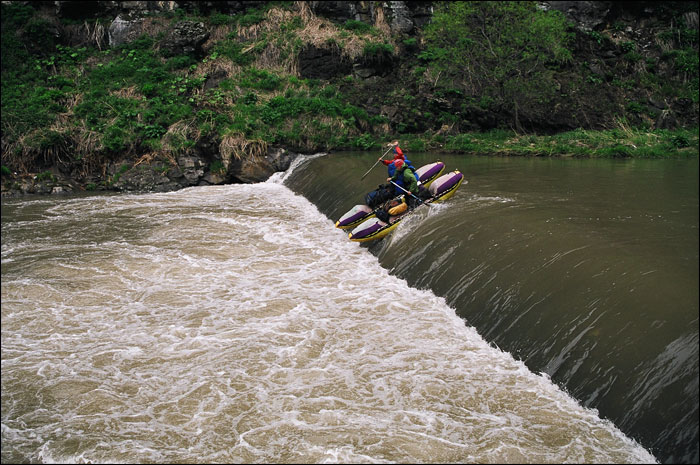

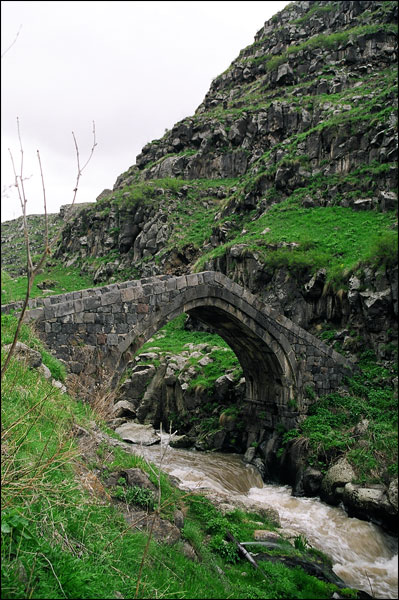

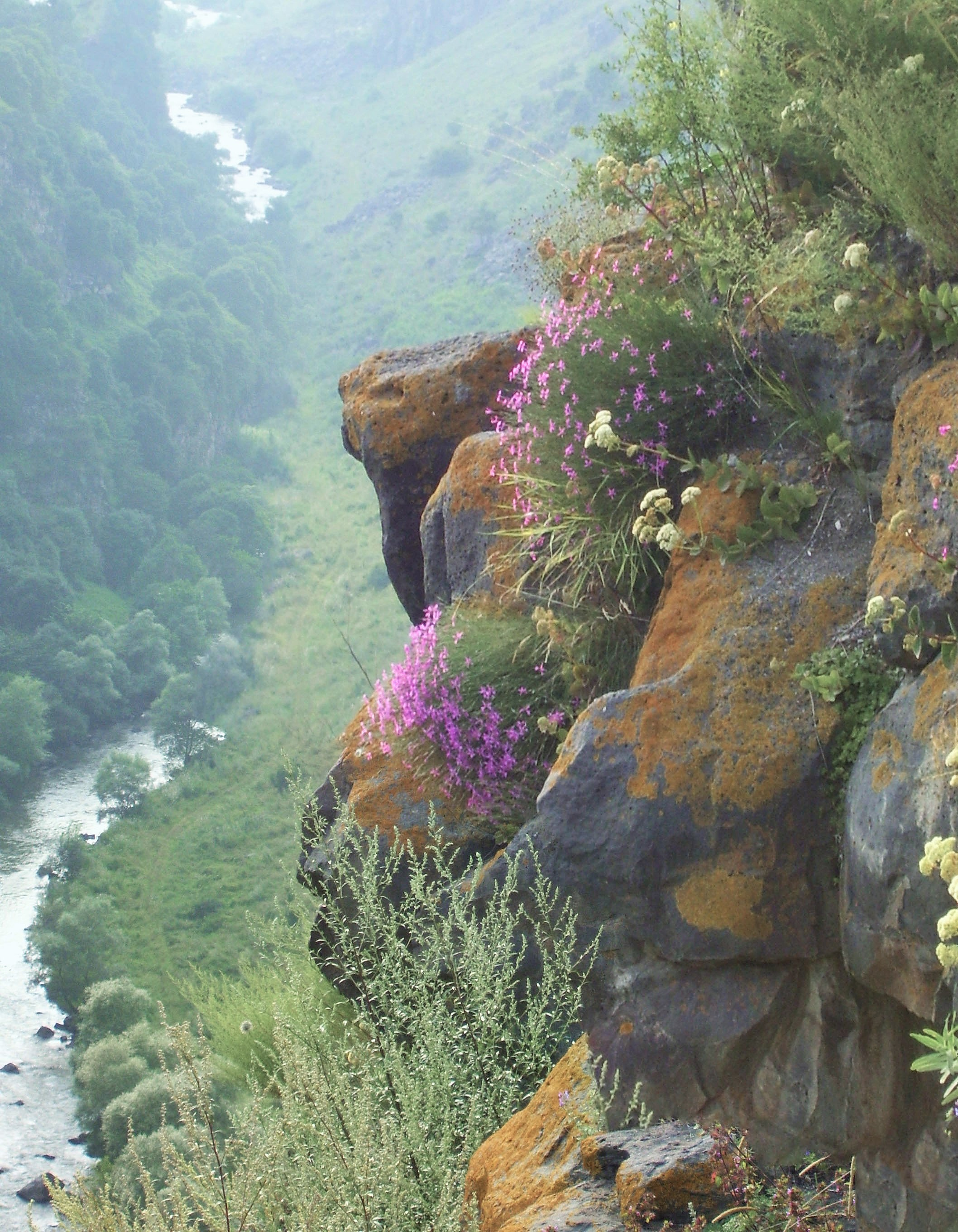

佐拉蓋特河，是亞美尼亞北部洛里州的河流。流經斯捷潘納萬，最終注入傑別德河，河道全長67公里，流域面積1,460平方公里。